# Sertularia loculosa
Sertularia loculosa is een hydroïdpoliep uit de familie Sertulariidae. De poliep komt uit het geslacht Sertularia. Sertularia loculosa werd in 1852 voor het eerst wetenschappelijk beschreven door Busk. 